# ایگان (ایلینوی)
ایگان (به انگلیسی: Egan) یک منطقهٔ مسکونی در ایالات متحده آمریکا است که در ایلینوی واقع شده‌است. ایگان ۲۴۹٫۹۴ متر بالاتر از سطح دریا واقع شده‌است.